# Pfeiffer University
Die Pfeiffer University ist eine private Universität mit Sitz in Charlotte (North Carolina). Der Campus für die Bachelor-Studiengänge befindet sich in Misenheimer, North Carolina, 45 Autominuten nordöstlich von Charlotte. Die Master-Studiengänge mit Angeboten wie dem Master of Business Administration (MBA) sind am Standort Charlotte angesiedelt. Die Pfeiffer Universität ist keine Forschungsuniversität. Größere Forschungsaktivitäten finden, abgesehen von Abschlussarbeiten der Masterstudiengänge, nicht statt.
Die Universität wird zum größten Teil durch Studiengebühren (ca. 27.000 Dollar pro Jahr) und die United Methodist Church sowie durch private Spenden finanziert.

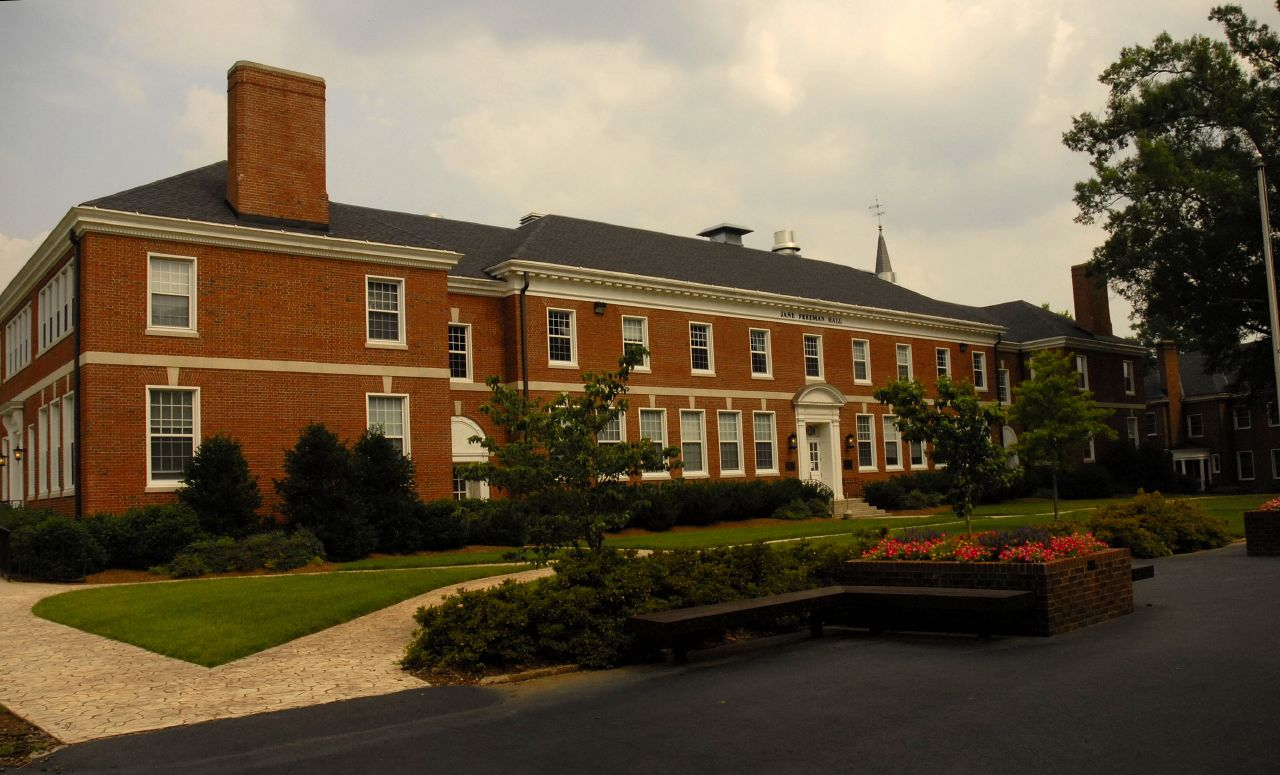
Jane Freeman Hall

Die Eigenbeschreibung lautet wie folgt: „Pfeiffer University ist eine umfassende, United Methodist Church-verbundene Universität mit mehreren Standorten und gezielten Lehrmethoden; Pfeiffer University setzt sich ein für pädagogische Exzellenz, Service und Forschung. Innerhalb unserer akademischen ‚Großfamilie‘ streben wir Gleichheit vor allen an und fördern die Erkenntnis des individuellen, vollen akademischen und persönlichen Potentials durch transparente Bachelor- und Masterstudienprogramme. Es ist die Vision der Universität, dass unsere Studenten sich die christlichen Werte der Menschenwürde, Integrität, und Dienstbarkeit zu eigen machen, während sie ‚servant leaders‘ und ‚lifelong learners‘ werden. 2016 sind 958 Studenten in den Undergraduate Studies und 826 Studenten an der Graduate School eingeschrieben. Die Teams der Universität spielen in der NCAA division II.“

## Geschichte
Die Gründung erfolgte 1885. Aufgrund einer großzügigen Geldspende des New Yorker Wirtschaftsmagnaten Henry Pfeiffer im Jahr 1934 wurde die Umbenennung in die heutige Bezeichnung vorgenommen.

## Standorte

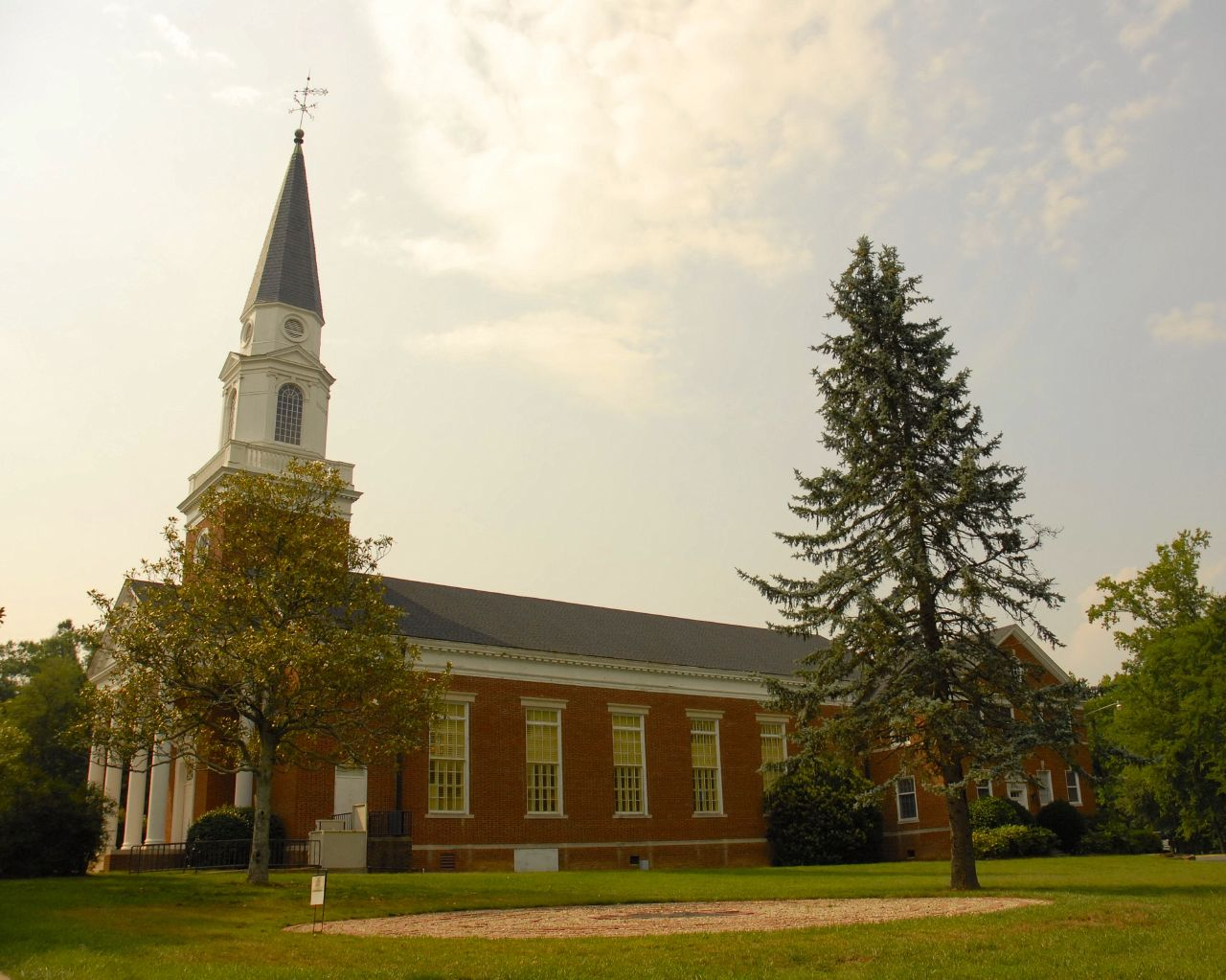
Henry Pfeiffer Chapel auf dem Campus

- Charlotte (Graduate School of Business)
- Misenheimer (Undergraduate Campus)
- Triangle Region (Research Facilities & Graduate Campus)
  - Chapel Hill
  - Raleigh
  - Durham

Die 1.300 Studenten der Bachelor-Studiengänge sind am Campus in Misenheimer angesiedelt. Der Campus für die wirtschaftswissenschaftlichen Masterstudiengänge (Business School) befindet sich in Charlotte, North Carolina. Forschungsaktivitäten finden schwerpunktmäßig an den Standorten der sogenannten Triangle Region in den Städten Chapel Hill, Raleigh und Durham statt. Ferner sind an diesen Standorten weitere Master-Studiengänge angesiedelt.

## Zulassungsvoraussetzungen und Begabungsprofil
Der durchschnittliche SAT-Wert der zugelassenen Studenten der Bachelor-Studiengänge beträgt zwischen 950 und 1150. Dies entspricht einem durchschnittlichen Intelligenzquotienten (IQ) von 93 bis 122. Der Notendurchschnitt (G.P.A) der Bewerber liegt bei 3,2.
Studenten der Masterstudiengänge qualifizieren sich über Bewerbungs- oder Motivationsschreiben und drei unabhängige Empfehlungsschreiben, die an die Zulassungskommission oder an den Studiengangsleiter zu richten sind sowie ein Aufnahmegespräch. Ferner sind ein GMAT und der Englischtest TOEFL für Nicht-Muttersprachler abzulegen.

## Studienangebot
- B.Sc. Programme

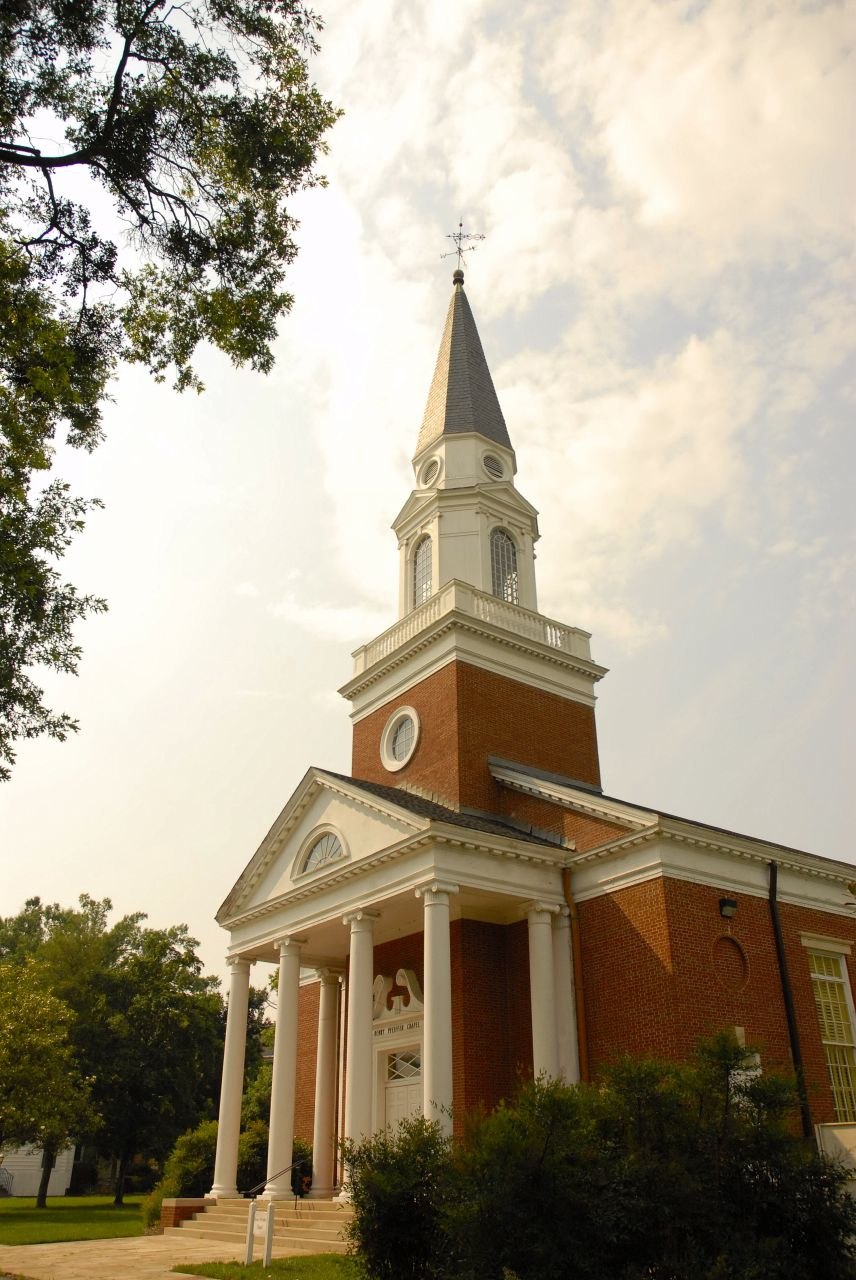
Henry Pfeiffer Chapel in Misenheimer

  - B.Sc. Languages, Literature, and Communication
  - B.Sc. Natural and Health Sciences
  - B.Sc. Social and Behavioral Sciences
  - B.Sc. Education
  - B.Sc. Economics
  - B.Sc. International Business

- Master Programme
  - Master of Business Administration (MBA)
  - Master of Organizational Change and Leadership (MSL)
  - Master of Health Administration (MHA)
  - Master of Science in Finance and Banking (MSc.)

- Weitergehende Abschlüsse (Promotion) werden nicht angeboten.

## MBA-Programm in Charlotte
Der Master of Business Administration ist ein berufsbezogen ausgerichtetes akademisches Programm, welches nach dem deutschen Vordiplom oder Bachelor begonnen und binnen 1–2 Jahren abgeschlossen werden kann.

### Kursüberblick
Im Rahmen des MBA-Programms müssen 12 Kurse belegt werden, von denen 9 verbindlich und 3 weitere Kurse fakultativ sind:
- Pflichtveranstaltungen:
  - Organizational Communications
  - Organizational Behavior
  - Quantitative Decision Making
  - Managerial Accounting
  - Managerial Economics
  - Managerial Finance
  - Marketing Management
  - Strategic Management
  - Legal and Ethical Environment of Business

- Fakultative Veranstaltungen:
  - Operations Management

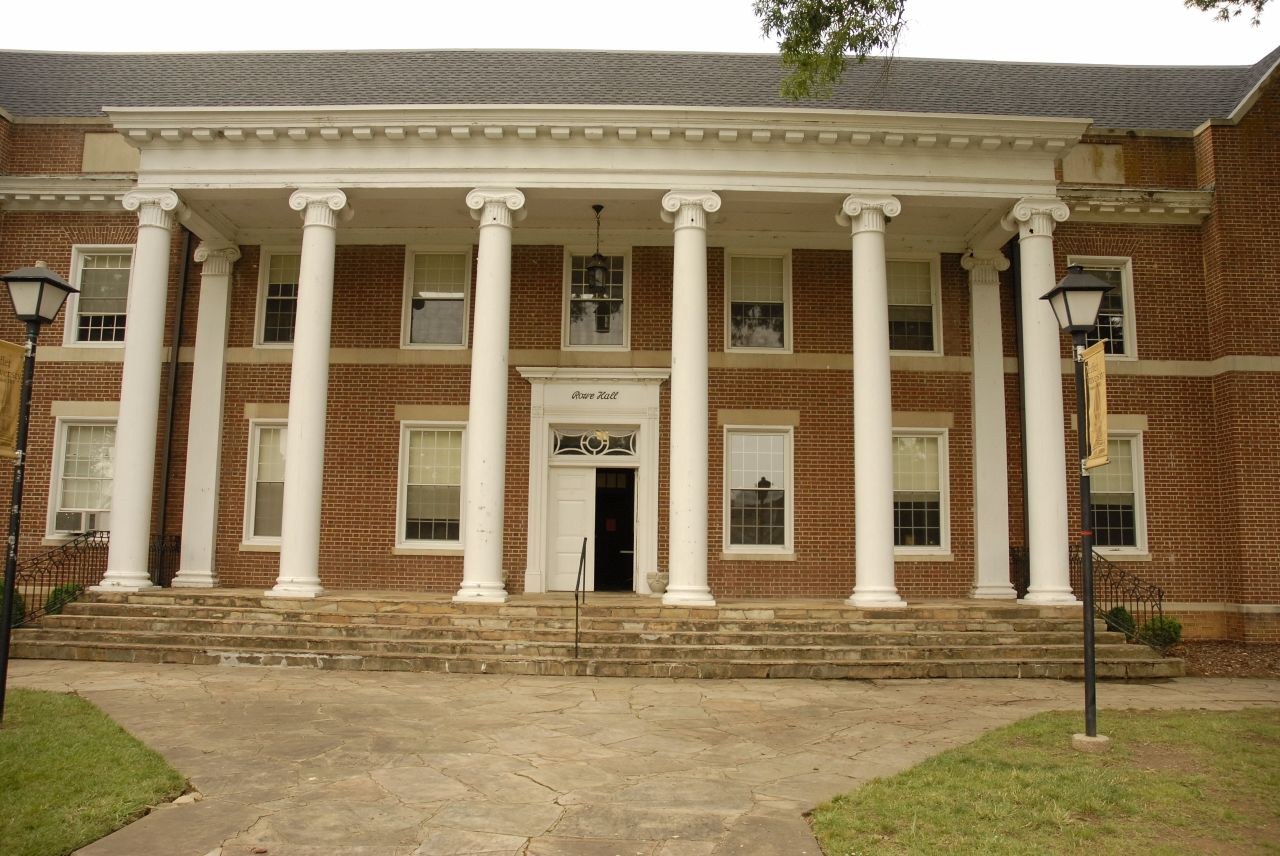
Rowe Hall Hörsaalgebäude

  - Legal Issues in International Business
  - Professional Speaking and Presentation
  - International Business
  - Managerial Information Systems Theory and Design
  - Managerial Negotiations
  - Applied Field Project – International Experience
  - Applied Field and Research Project
  - Comparative International Business Law
  - Applied Research in Business
  - International Human Resources Management
  - Global Management
  - Ethical Behavior and Employment Law
  - Organizational Leadership
  - Critical Thinking for Continuous Improvement
  - Managing a Diverse Workforce
  - Human Resource Management
  - Human Resource Development
  - Organizational Change Management
  - Strategies for Building High Performance Teams and Organizations
  - Negotiations and Conflict Resolution
  - Comparative International Business Law

## Partnerschaften

### Universitäten

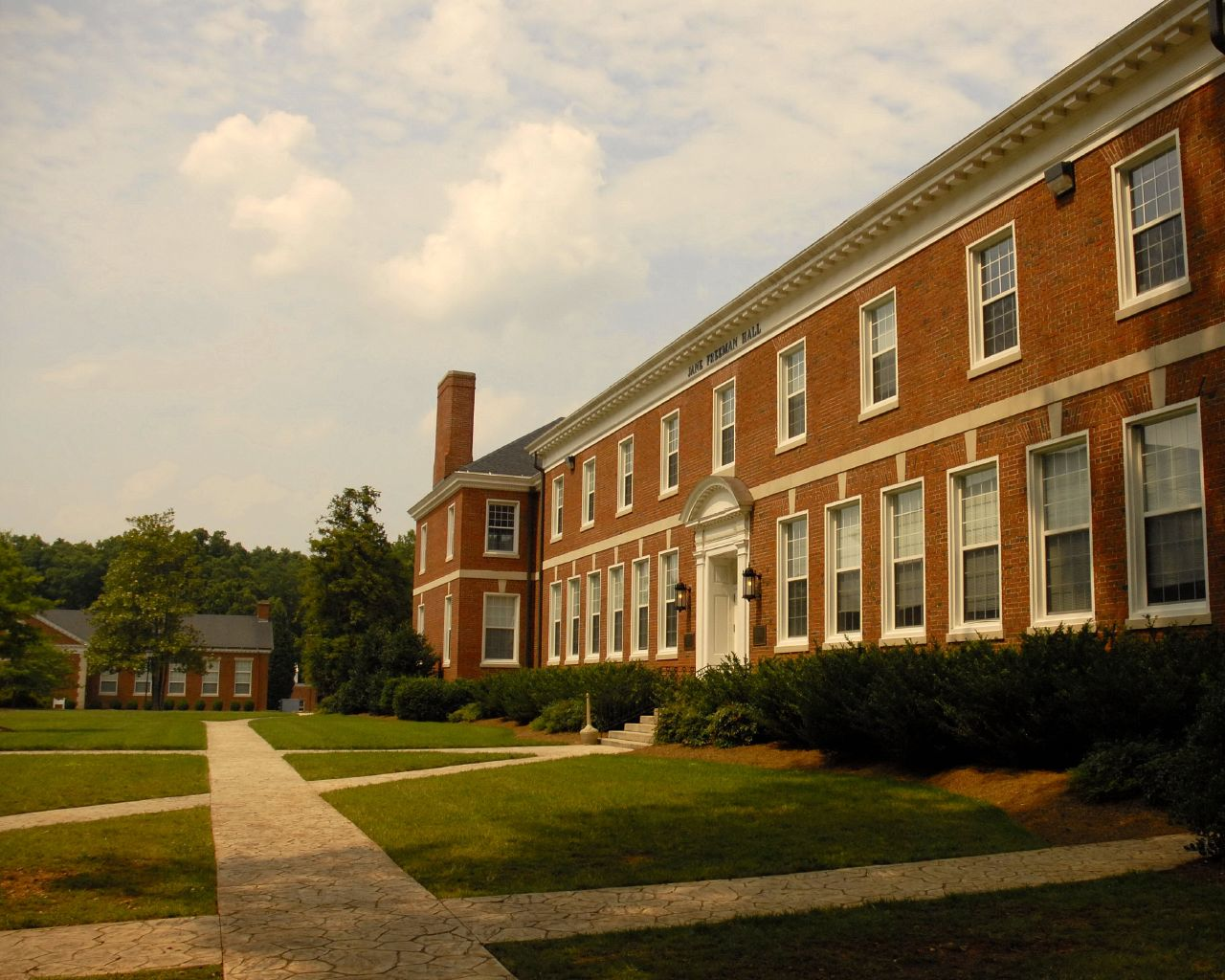
Jane Freeman Seminargebäude

- Hochschule Bonn-Rhein-Sieg, Deutschland[6]

- Universität Mannheim, Deutschland[7]

- Shanxi University, Taiyuan, Volksrepublik China[8]

- Fachhochschule Koblenz, Deutschland[9]

- TU Dresden, Deutschland[10]

- Fachhochschule Kufstein, Österreich[11]

- FOM – Hochschule für Oekonomie und Management, Deutschland

- Institute for Industrial and Financial Management, Prag, Tschechien[12]

- Hochschule Fulda, Deutschland[13]
- Hochschule Weserbergland, Deutschland[14]

### Unternehmen

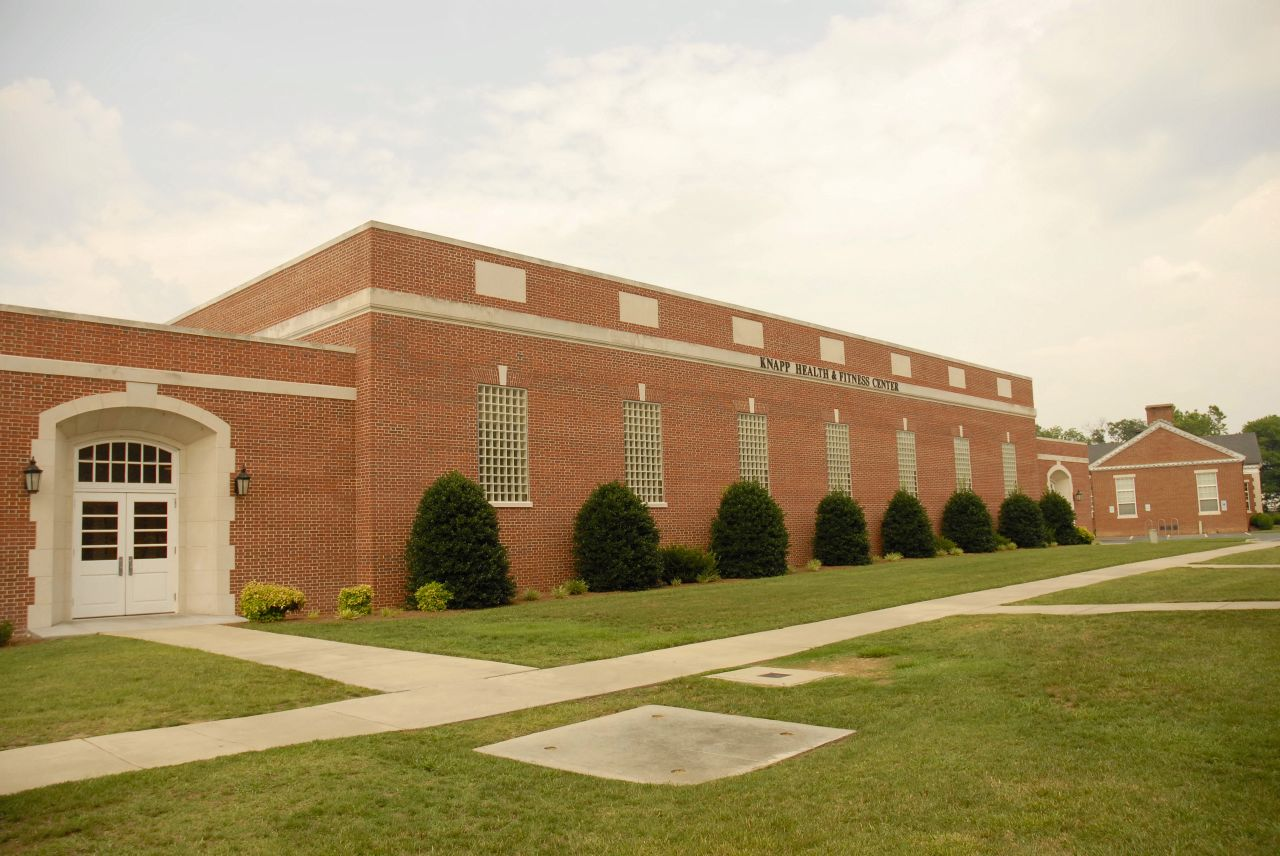
Knapp Health and Fitness Center on Campus

- Continental AG, Charlotte, North Carolina[15]
- GETRAG Corporation, Newton, North Carolina
- Wachovia Bank, Charlotte, North Carolina
- Addison Whitney (Global Full-Service Branding Consultancy), Charlotte, North Carolina
- Time Warner Cable, Charlotte, North Carolina
- Kühne + Nagel, Charlotte, North Carolina
- Rödl & Partner, Charlotte, North Carolina
- Broyhill Wakin Capital Advisors LLC, Lenoir, North Carolina

## Akkreditierungen

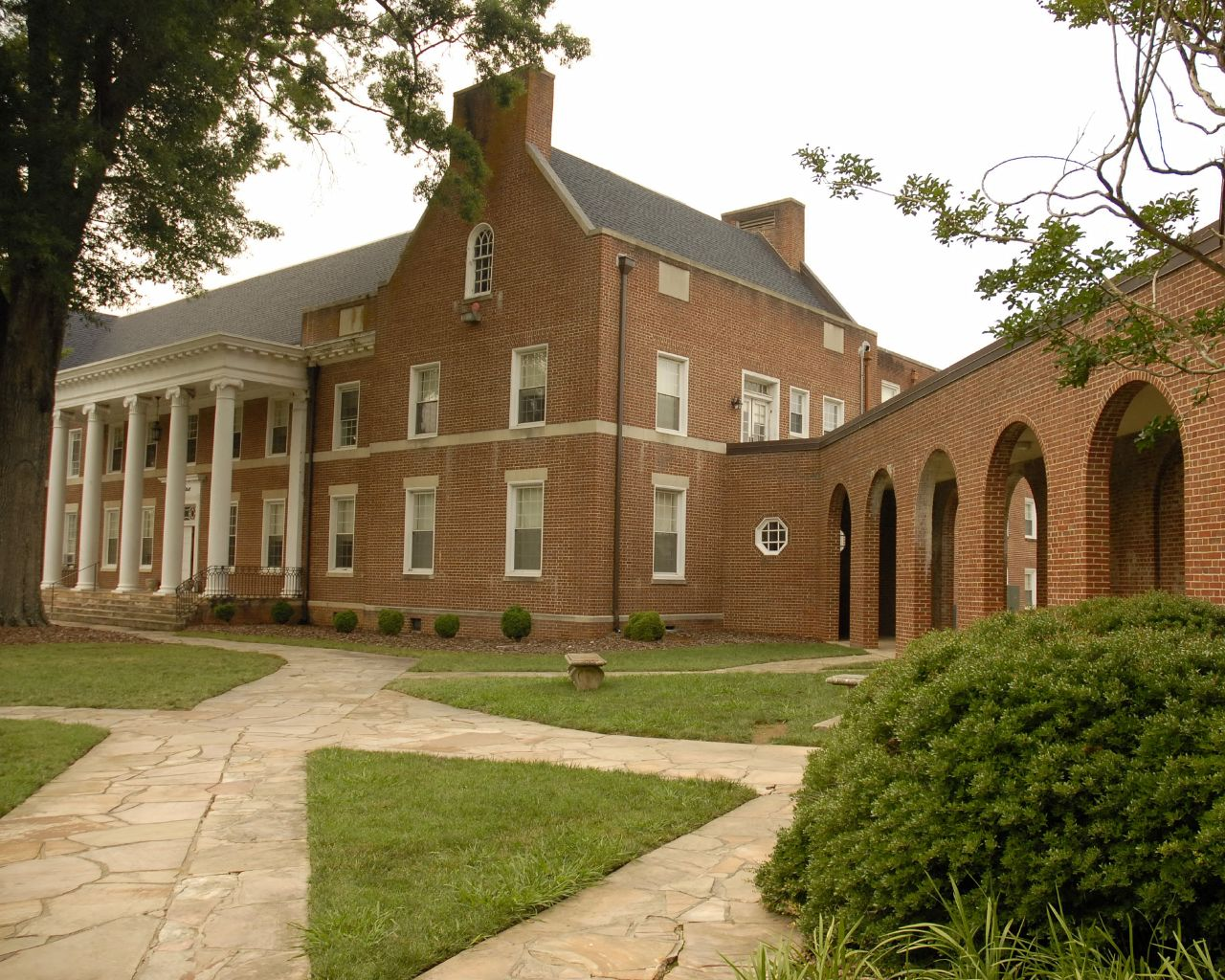
Rowe Hall Building

- ACQUIN (Akkreditierungs-, Certifizierungs- und Qualitätssicherungs-Institut)[16]
- IACBE (International Assembly of Collegiate Business Education)[17]
- SACS (Southern Association of Colleges and Schools)[18]

Seit 2008 führt die Pfeiffer University, als erste amerikanische Hochschule, das ACQUIN Akkreditierungssiegel für das MBA-Programm.